# Eucodonia verticillata
Eucodonia verticillata vrsta trajnice iz porodice gesnerijevki (Gesneriaceae).  Južnomeksički endem koji voli vlažna sjenovita mjesta po šumama.

## Sinonimi
- Achimenes bella C.V.Morton
- Achimenes ehrenbergii (Hanst.) N.E.Moore
- Achimenes lanata (Planch. & Linden) Hanst.
- Eucodonia ehrenbergii Hanst.
- Eucodonia lilacinella Van Houtte
- Gloxinia verticillata M.Martens & Galeotti
- Koernickea lanata (Planch. & Linden) Regel
- Mandirola lanata Planch. & Linden
- Scheeria lanata (Planch. & Linden) Hanst.